# تحليل العبارات
تحليل العبارات، المعروف أيضًا باسم تحليل المحتوى العلمي، هو تقنية لتحليل الكلمات التي يستخدمها الأشخاص لمحاولة تحديد ما إذا كان ما يقولونه دقيقًا أم لا. يدعي المؤيدون أن هذه التقنية يمكن استخدامها للكشف عن المعلومات المخفية، والمفقودة، وما إذا كانت المعلومات التي قدمها الشخص صحيحة أم خاطئة.
يقول المؤيدون أن تحليل العبارات أثبت فعاليته باعتباره أسلوبًا من أساليب الاستجواب للشرطة، لكن النقاد يجادلون بأنه لم يخضع لتحليل موضوعي، إذ فشلت معظم الدراسات في استخدام أي معايير خارجية لتأكيد ما إذا كانت العبارات صحيحة بالفعل أم خاطئة. يعتبر المشككون تحليل العبارات مثالًا عن العلوم الزائفة، نظرًا لأنه لم يُثبت تجريبيًا ولم تقبله المحاكم بشكل عام.

## حوله
يرتبط تحليل العبارات بتقنية مختلفة لتحليل الكلمات التي يستخدمها الناس تسمى «تقييم صحة العبارات، سي في إيه». وتقييم صحة العبارات هي أداة صُممت في الأصل لتحديد مصداقية شهادات الأطفال الشهود في محاكمات الجرائم الجنسية. يعد «تحليل المحتوى القائم على المعايير، سي بي سي إيه» مكونًا أساسيًا في تقييم صحة العبارات وهو أداة مستخدمة للتمييز بين العبارات الصحيحة والعبارات الخاطئة ومن المتوقع أن تكون نقاط سي بي سي إيه أعلى للناطقين بالحقيقة من الكاذبين. وبمراجعة نوعية لسي بي سي إيه عن طريق تحليل 37 دراسة، قُدم الدعم القوي للأداة إذ حصل الناطقون بالحقيقة على درجات أعلى بكثير في تحليل المحتوى القائم على المعايير مقارنة بالكاذبين. في الآونة الأخيرة، وجدت مراجعة تحليلية شمولية أن معايير سي بي سي إيه هي تقنية صالحة للتمييز بين ذكريات الأحداث الحقيقية ذات الخبرة الذاتية والروايات المخترعة أو الخاطئة.
تستخدم دول مثل هولندا، وألمانيا، والسويد هذه التقنيات كدليل علمي في المحكمة. ومع ذلك، فإن دولًا مثل الولايات المتحدة، وكندا، والمملكة المتحدة لا تعتبر هذه التقنيات كدليل صالح قانونيًا في المحكمة. أثارت الدراسات تساؤلات ومخاوف جدية حول صحة سي بي سي إيه لتقييم مصداقية شهادات الأطفال. أظهرت إحدى الدراسات التي أجريت على 114 طفلًا أن درجات سي بي سي إيه كانت أعلى لمجموعة الأطفال الذين يصفون حدثًا مألوفًا مقارنة بمجموعة الأطفال الذين يصفون حدثًا غير مألوف. يثير التأثير المحتمل لمعرفة نتائج سي بي سي إيه مخاوفًا بشأن صلاحية الأداة لتقييم المصداقية لدى الأطفال.
وقد لوحظ أيضًا أن معدل خطأ سي بي سي إيه في المختبر مرتفع، وأن معدل خطأ سي في إيه في الممارسة غير معروف، وأن المنهجية ما تزال محل نزاع وسط المجتمع العلمي. في الختام، ما يزال هناك جدل كبير حول استخدام سي في إيه وقد حققت العديد من الدراسات في مكونه الأساسي، سي بي سي إيه، من أجل تحديد صلاحيته وموثوقيته. ويلزم إجراء مزيد من البحوث لاستنتاج ما إذا كان ينبغي قبول المعلومات من هذه الاختبارات في المحكمة أم لا.

## مثال
يتطلب تحليل العبارات محققًا يبحث عن الإشارات والفجوات اللغوية في شهادة الشخص المعني أو العبارات الأولية. من الناحية المثالية، توجه هذه التقنية المحققين لطرح أسئلة إضافية للكشف عن التناقضات. يعطي مبتكر تحليل المحتوى العلمي، أفينوام سابير، مثالًا على شخص يقول: «لقد أحصيت النقود، ووضعت الحقيبة على المنضدة، وشرعت في العودة إلى المنزل». يقول سابير إن العبارات كانت صحيحة حرفيًا:
أحصى المال (عندما تسرق تريد أن تعرف كم تسرق)، ثم تابع بوضع الحقيبة على المنضدة. لم يقل إنه أعاد المال إلى الحقيبة بعد عده، لأنه لم يفعل، ترك الحقيبة فارغةً على المنضدة وابتعد ومعه النقود.
يقول سابير إن أحد المبادئ الأساسية في تحليل العبارات هو أن «إنكار الذنب لا يعني إنكار الفعل. فعندما يقول المرء: (أنا لست مذنبًا) أو (أنا بريء)، فهو لا ينكر الفعل، بل ينكر الذنب فقط». يدعي سابير أنه يكاد يكون من المستحيل أن يقول المذنب «لم أفعل ذلك». ويؤكد أن المذنبين يميلون إلى التحدث في إطناب أكبر بقول أشياء مثل «لا علاقة لي به» أو «أنا لست متورطًا في ذلك».